# Стар Крайм
„Стар Крайм“ (на английски: Star Crime, известна до октомври 2023 г. като Фокс Крайм, на английски: Fox Crime) е телевизионна мрежа на Уолт Дисни Къмпани, и излъчва в няколко държави в Европа и Азия, сред които Италия, Португалия и България. Основната ѝ програмна схема включва множество телевизионни сериали и филми, като мнозинството са пряко свързани с престъпления, ужаси и разследвания.
На 1 октомври 2023 г. „Фокс Крайм“ официално е преименуван на „Стар Крайм“.

## Разпространение
| Държава    | Стартира на       |
| ---------- | ----------------- |
| Япония     | 9 февруари 1998   |
| Италия     | 31 октомври 2005  |
| България   | 13 октомври 2006  |
| Португалия | 28 септември 2007 |
| Хонконг    | 3 май 2006        |
| Сингапур   | 2 октомври 2006   |
| Виетнам    | 29 октомври 2007  |
| Естония    | 30 октомври 2007  |
| Русия      | 30 октомври 2007  |
| Турция     | 30 ноември 2011   |
| Тайланд    | 29 юли 2008       |
| Филипини   | 2 февруари 2009   |
| Индонезия  | 1 януари 2008     |

## Сериали

### Сегашни предавания[4]
- Азбучни убийства
- Алекс Кроу
- Броукънуд
- ВИП: Висок интелектуален потенциал
- Военни престъпления
- Военни престъпления: Лос Анджелис
- Частни детективи
- Детективът от Челси
- Елементарно, Уотсън
- ФБР: Най-издирваните
- Хъдсън и Рекс
- Закон и ред
- Закон и ред: Организирана престъпност
- Изчезнали
- Каин
- Криминалните случаи на Мърдок
- Лолита Лобоско
- Макдоналд и Додс
- Операция "Карпаты"
- От местопрестъплението
- От местопрестъплението: Ню Йорк
- От местопрестъплението: Лас Вегас
- Пред очите на всички
- Престъпни намерения
- Престъпни намерения
- Престъпен рай
- синя кръв
- Специален отряд
- Убийства в Рая
- Уилл Трент

### Предишни предавания
- Анджелика Фаст
- Безмълвен свидетел
- Бесни Кучета
- Веществени доказателства: Париж
- Веществени доказателства: Рим
- Военна прокуратура
- Военни престъпления
- Възприятие
- Глейдс
- Джо
- Загадъчни убийства по Агата Кристи
- Закон и ред
- Завинаги
- Избраният
- Инспектор Колиандро
- Ирис
- Касъл
- Кинг
- Комисар Монталбано
- Криминале
- Кумбия нинджа
- Лутър
- Медиум
- Мис Марпъл
- Младият Монталбано
- Монк
- Мостът
- Мрак
- Нюанси синьо
- От местопрестъплението: Маями
- От местопрестъплението: Ню Йорк
- Отдел „Антимафия“
- Отец Браун
- Полицейско управление - Ню Йорк
- Престъпления в бяло
- Престъпна природа
- Престъпни намерения
- Пристрастени към живота
- Разобличаване
- Ризоли и Айлс: Криминални досиета
- Служебен дълг
- Стари кучета
- Те бяха десет
- Транспортер
- Уайтчапъл
- Убийства в Мидсъмър
- Убийство по сценарий
- Убийци
- Ударът
- Улица Рипър
- Фантоми
- Ферма за трупове
- Честни измамници
- Четири жени и едно погребение